# Анка Фельдгузен
Анка Фельдгузен (нім. Anka Feldhusen; нар. 25 квітня 1966, Ельмсгорн, Німеччина) — німецький дипломат, Надзвичайний і Повноважний Посол ФРН в Україні (2019—2023).

## Життєпис
Народилася 25 квітня 1966 року у місті Ельмсгорн у Німеччині. 1987 року закінчила Кільський університет ім. Крістіана Альбрехтса, факультет політології, славістики і англістики, м. Кіль, Німеччина. 1990 року отримала диплом із політології, Інститут політичних досліджень, Париж, Франція. У 1993—1994 рр. — навчалася на курсах Вищої дипломатичної служби Центру підготовки й підвищення кваліфікації Федерального міністерства закордонних справ, Бонн, Німеччина. 1998 року отримала диплом магістра міжнародних відносин (mid-career), Fletcher School, Медфорд, США. Вільно володіє українською мовою.
У 1990—1993 рр. — співробітниця Інститут політичних досліджень, Париж, Франція.
У 1994—1997 рр. — референтка з питань преси і протоколу, Посольство Німеччини в Україні, м. Київ.
У 1997—1998 рр. — навчання й здобуття ступеня магістра міжнародних відносин (mid-career), Fletcher School, Медфорд, США.
У 1998—2001 рр. — референтка Департаменту протоколу Федерального міністерства закордонних справ Німеччини, м. Бонн і м. Берлін.
2000 року, протягом двох місяців, очолювала Офіс Федерального міністерства закордонних справ Німеччини в місті Прізрен, Косово.
У 2001—2002 рр. — референтка Координаційного штабу з питань ЄС, Федеральне міністерство закордонних справ Німеччини, м. Берлін.
У 2002—2005 рр. — Постійна заступниця Посла Федеративної Республіки Німеччина на Кубі, м. Гавана.
У 2005—2009 рр. — керівниця програм із підвищення кваліфікації, Федеральне міністерство закордонних справ Німеччини, м. Берлін.
У 2009—2015 рр. — радник-посланник, Постійна заступниця Посла Федеративної Республіки Німеччина в Україні, м. Київ.
|  | «Якщо враховувати три роки роботи в Києві в 1990-ті, то я провела в Україні понад вісім років. Протягом останніх двох років були особливо емоційно інтенсивними, тому прощатися дуже важко …», — сказала Анка Фельдгузен в 2015-му, залишаючи посаду. |

У 2015—2016 рр. — завідувачка Відділу країн Східної Африки, Федеральне міністерство закордонних справ Німеччини, м. Берлін.
У 2016—2019 рр. — завідувачка Відділу основних питань зовнішньої політики, Відомство Федерального президента Німеччини, м. Берлін.
19 липня 2019 року — Надзвичайний і Повноважний Посол Федеративної Республіки Німеччина в Україні Анка Фельдгузен вручила копії вірчих грамот Заступнику міністра закордонних справ України з питань євроінтеграції Олені Зеркаль.
24 липня 2019 року — вручила вірчі грамоти Президенту України Володимиру Зеленському.

## Нагороди та оцінки

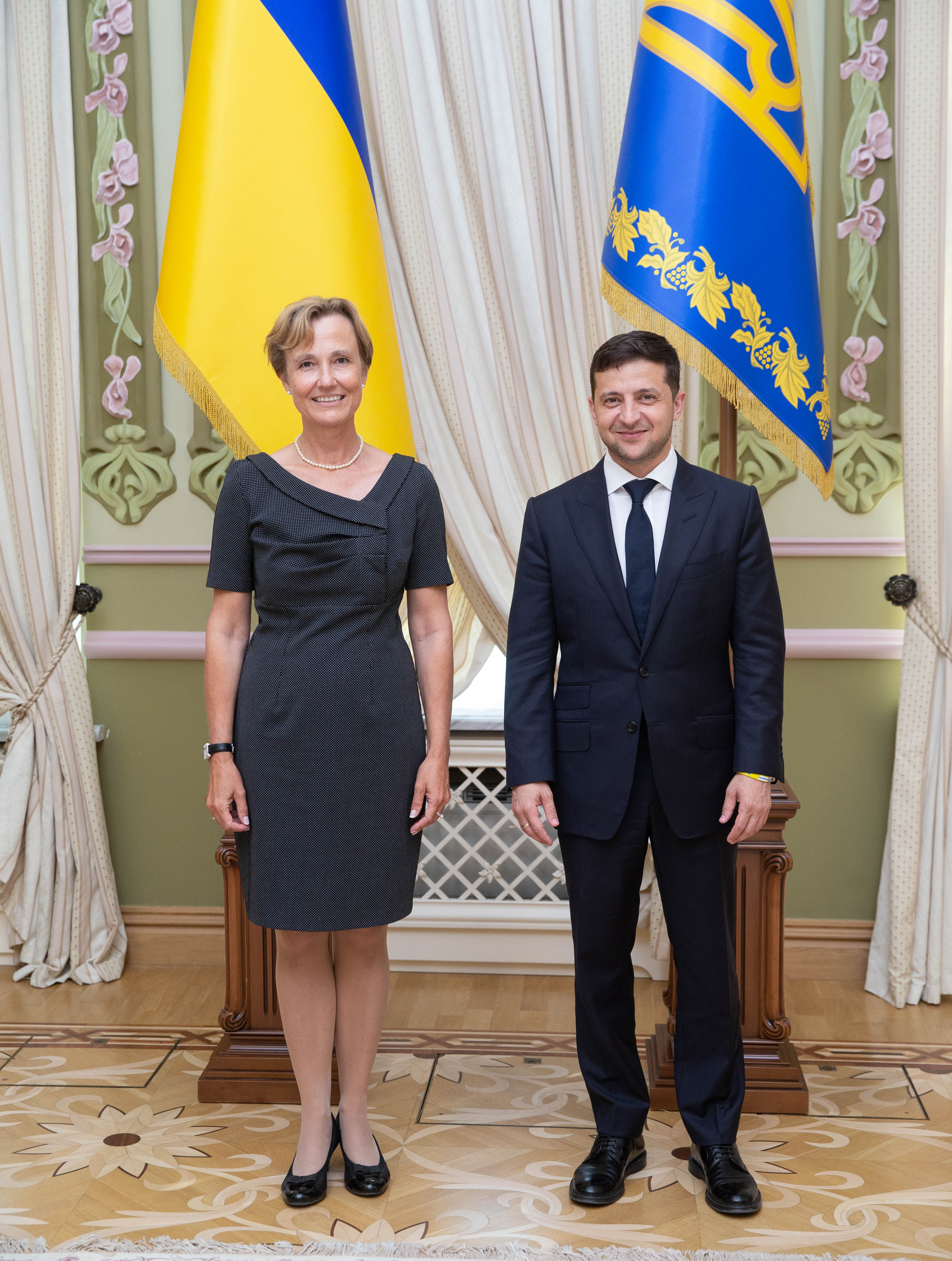
Під час вручення вірчих грамот Президенту 24 липня 2019

- Орден «За заслуги» ІІ ступеня (Україна, 4 вересня 2023) — за вагомий особистий внесок у зміцнення міждержавного співробітництва, підтримку державного суверенітету та територіальної цілісності України, популяризацію Української держави у світі[11].
- Орден «За заслуги» ІІІ ступеня (Україна, 22 серпня 2020) — за вагомий особистий внесок у зміцнення міжнародного авторитету України, розвиток міждержавного співробітництва, плідну громадську діяльність[12].

Високо оцінена українськими публічними особами, зокрема за час роботи отримала визнання високого професіоналізму, компетентності та названа чи не найкращим послом ФРН в Україні за часи незалежності.